# 길꽃어린이도서관
길꽃어린이도서관은 서울특별시 강서구의 도서관이다.

## 연혁
- 2007년 1월 26일 개관